# Ganddal Giants
I Ganddal Giants sono stati una squadra di football americano, di Sandnes, in Norvegia; hanno vinto tutte le edizioni della Sørlandets football liga.

## Dettaglio stagioni

### Tornei locali

#### Sørlandets football liga
| Stagione | regular season | regular season | regular season | regular season | regular season | regular season | playoff | playoff | playoff | playoff | playoff | playoff   | playoff      |
|          | Vin            | Par            | Per            | Tot            | PF             | PS             | Vin     | Per     | Tot     | PF      | PS      | risultato | avversaria   |
| -------- | -------------- | -------------- | -------------- | -------------- | -------------- | -------------- | ------- | ------- | ------- | ------- | ------- | --------- | ------------ |
| 2004     | 6              | 0              | 0              | 6              | 182            | 21             | -       | -       | -       | -       | -       | Campioni  | -            |
| 2005     | 5              | 0              | 0              | 5              | 203            | 21             | 1       | 0       | 1       | 21      | 0       | Campioni  | Otra Raiders |
| Totale   | 11             | 0              | 0              | 11             | 385            | 42             | 1       | 0       | 1       | 21      | 0       |           |              |

Fonti: Enciclopedia del Football - A cura di Roberto Mezzetti

### Riepilogo fasi finali disputate
| Anno          | Luogo | Evento                   | Fase del torneo | Incontro                                 | Risultato |
| 8 maggio 2005 | Søgne | Sørlandets football liga | Finale          | Ganddal Giants - Kristiansand Gladiators | 21 - 0    |

## Palmarès
- 3 Sørlandets football liga (2004-2006)